# Metilkvercetagetin 6-O-metiltransferaza
Metilkvercetagetin 6-O-metiltransferaza (EC 2.1.1.84, flavonolna 6-O-metiltransferaza, flavonolna 6-metiltransferaza, 6-OMT, S-adenozil--metionin:3',4',5,6-tetrahidroksi-3,7-dimetoksiflavon 6-O-metiltransferaza) je enzim sa sistematskim imenom S-adenozil--metionin:5,6,3',4'-tetrahidroksi-3,7-dimetoksiflavon 6-O-metiltransferaza. Ovaj enzim katalizuje sledeću hemijsku reakciju
-adenozil--metionin + 5,6,3',4'-tetrahidroksi-3,7-dimetoksiflavon {\displaystyle \rightleftharpoons } -adenozil-L-homocistein + 5,3',4'-trihidroksi-3,6,7-trimetoksiflavon
Enzims iz Chrysosplenium americanum takođe metiliše 3,7,3'-trimetilkvercetagetin u 6-poziciji.

## Literatura
- Nicholas C. Price; Lewis Stevens (1999). Fundamentals of Enzymology: The Cell and Molecular Biology of Catalytic Proteins (Third изд.). USA: Oxford University Press. ISBN 019850229X.
- Eric J. Toone (2006). Advances in Enzymology and Related Areas of Molecular Biology, Protein Evolution (Volume 75 изд.). Wiley-Interscience. ISBN 0471205036.
- Branden C; Tooze J. Introduction to Protein Structure. New York, NY: Garland Publishing. ISBN 0-8153-2305-0.
- Irwin H. Segel. Enzyme Kinetics: Behavior and Analysis of Rapid Equilibrium and Steady-State Enzyme Systems (Book 44 изд.). Wiley Classics Library. ISBN 0471303097.
- William P. Jencks (1987). Catalysis in Chemistry and Enzymology. Dover Publications. ISBN 0486654605.

## Spoljašnje veze
- Methylquercetagetin+6-O-methyltransferase на 